# Kramers (Haidgau)
Kramers ist eine Einzelsiedlung auf der Gemarkung Haidgau von Bad Wurzach im Landkreis Ravensburg, welcher früher Teil des Weiler Brandhof war.

## Lage
Kramers liegt in Oberschwaben, etwa 1 km nordöstlich des Ortskerns von Haidgau und rund 4,3 km westlich des Stadtzentrums von Bad Wurzach. Die Einöde Öhrlis befindet sich direkt nördlich von Kramers, während Wengen etwa 1,4 km nördlich liegt. 
Die Kapelle St. Sebastiane ist ca. 1,8 km nordwestlich gelegen und die Grabener Höhe ist rund 2 km nördlich von Kramers zu finden.
Geografisch liegt Kramers am Ostrand des Haisterkircher Rücken und gehört somit zum Naturraum der Riß-Aitrach-Platten (Naturraum-Nr. 41) innerhalb der Großlandschaft Donau-Iller-Lech-Platte (Großlandschaft-Nr. 4).
Östlich von Kramers ist das Wurzacher Rid. Das Annmoor des Wurzacher Riedes beginnt etwa 500 m entfernt, und ca. 320 m östlich ist das Vogelschutzgebiet Wurzacher Ried, das Naturschutzgebiet Wurzacher Ried und das FFH-Gebiet Wurzacher Ried und Rohrsee.
Hydrologisch liegt Kramers im Einzugsgebiet des Wengener Mühlbachs. Der Achkanal, dessen Oberlauf von der Quelle bis zum Waldrand des Wurzacher Rieds auch Kramersbach genannt wird, verläuft direkt durch die Siedlung.
Der Achkanal ist ein Nebenfluss des Wengener Mühlbachs, der wiederum ein Nebenfluss der Aitrach ist, und dessen direktes Einzugsgebiet am Südlichen Rand von Kramers beginnt.

## Verkehrsanbindung
Kramers ist über einen Gemeindeverbindungsweg an das Straßennetz angeschlossen, dieser führt von Haidgau über Bulachs direkt nach Kramers und weiter über Wengen, Ziegolz und Riedhöfe bis nach Unterschwarzach. In Wengen besteht die Möglichkeit, links abzubiegen, um entweder über die Grabener Höhe nach Graben und weiter nach Osterhofen zu gelangen oder nach Eggmannsried zu fahren. 
Eine weitere Verbindung besteht zum benachbarten Öhrlis, von wo aus über diverse geschotterte Forstwege der Haisterkircher Rücken erreicht werden kann.

### ÖPNV
Kramers verfügt über keine eigenen Bushaltestellen. Die nächstgelegenen Bahnhöfe befinden sich in Bad Waldsee und Bad Wurzach. 

### Radverkehr
In Kramers selbst gibt es keine Rad- oder Gehwege. Der Gemeindeverbindungsweg ist jedoch eine beliebte Route für Radfahrer, um das Wurzacher Ried oder den Haisterkircher Rücken zu umfahren. Von Wengen aus können Radfahrer auf die Grabener Höhe abbiegen, während der Weg von Haidgau aus weiter nach Ehrensberg führt, beides sind beliebte Radstrecken. 
Ein direkter Anschluss an das Radnetz Baden-Württembergs ist in Kramers nicht vorhanden; der nächste Anschluss befindet sich nördlich in etwa 4,8 km Entfernung bei Unterschwarzach.